# Эрнан (сериал)
«Эрнан» (исп. Hernan) — испано-мексиканский исторический сериал 2019 года об Эрнане Кортесе, включающий восемь эпизодов, к 500-летию завоевания Мексики. Герои сериала говорят по-испански, на языках науатль и майя. «Эрнан» был создан совместно компаниями Televisión Azteca, Dopamine и Onza Entertainment, релиз состоялся на Amazon Prime Video. Первый сезон состоит из 8 эпизодов, шоу было продлено на второй сезон.

## Сюжет
Действие сериала происходит в XVI веке. Главный герой — Эрнан Кортес, испанский идальго, приплывший в поисках удачи в Новый Свет. Во главе небольшого отряда он завоёвывает огромную империю ацтеков.

## В ролях
- Оскар Хаэнада — Эрнан Кортес
- Мишель Браун — Педро де Альварадо
- Виктор Клавихо — Кристобаль де Олид
- Аура Гарридо — Хуана
- Кристиан Гамеро — Херонимо де Агилар
- Мигель Анхель Амор — Берналь Диас дель Кастильо
- Альмагро Сан-Мигель — Гонсало де Сандоваль
- Дагоберто Гама — Монтесума II
- Антонио Трехо — Куитлауак
- Ишбель Баутиста — Малинче
- Хорхе Антонио Герреро — Хикотенкатль
- Исабель Луна — Миктлансиуатль

## Релиз и оценки
Все восемь эпизодов сериала появились на Amazon Prime Video 21 ноября 2019 года. Сыгравший в «Эрнане» главную роль Оскар Хаэнада был номинирован на Премию союза актёров и актрис 2020 года.